# Чезерана (Лука)
Чезерана је насеље у Италији у округу Лука, региону Тоскана.
Према процени из 2011. у насељу је живело 158 становника. Насеље се налази на надморској висини од 436 м.